# Cinnamomum endlicheriicarpum
Cinnamomum endlicheriicarpum är en lagerväxtart som beskrevs av André Joseph Guillaume Henri Kostermans. Cinnamomum endlicheriicarpum ingår i släktet Cinnamomum och familjen lagerväxter. Inga underarter finns listade i Catalogue of Life.